# محمود العجیمی
محمود العجیمی (انگلیسی: Mahmood Al-Ajmi؛ زادهٔ ۸ مهٔ ۱۹۸۷) بازیکن فوتبال اهل بحرین بود.
از باشگاه‌هایی که در آن بازی کرده‌است می‌توان به باشگاه فوتبال تیرانا و باشگاه ورزشی الرفاع اشاره کرد.
وی همچنین در تیم ملی فوتبال بحرین بازی کرده‌است.